# Alexandre Chouinard
Alexandre Chouinard, né le 14 février 1891 à Cap-d'Espoir et mort le 2 février 1981 à Québec, est un avocat et un homme politique québécois.
Il est député de la circonscription de Gaspé-Sud à l'Assemblée législative du Québec pour le Parti libéral du Québec de 1931 à 1936.